# Sokorópátkai Szabó István
Sokorópátkai Szabó István (Sokorópátka, 1878. október 5. – Sokorópátka, 1938. december 1.) magyar politikus, miniszter.

## Életpályája
Gazdálkodó volt. 1917-ben lett községi bíró  Sokorópátkán. 1918-ban a Kisgazdapárt szervezésében vett részt. A Tanácsköztársaság idején letartóztatták; a Tanácsköztársaság bukása után 1919.  augusztus 27-től 1920.  december 16-ig a Friedrich-, a Huszár-, a Simonyi-Semadam- és a Teleki-kormányban ő volt a kisgazdaügyi miniszter. 1920-ban megválasztották a Földműves Szövetség egyik alelnökévé. Ugyanebben az évben  a  győrszentmártoni kerületben nemzetgyűlési képviselővé választották. Ezt a kerületet képviselte kisgazda-, majd egységes párti programmal 1931-ig.